# Efeufarn
Efeufarn (Asplenium hemionitis) ist eine Pflanzenart aus der Gattung der Streifenfarne (Asplenium) innerhalb der Familie der Streifenfarngewächse (Aspleniaceae).

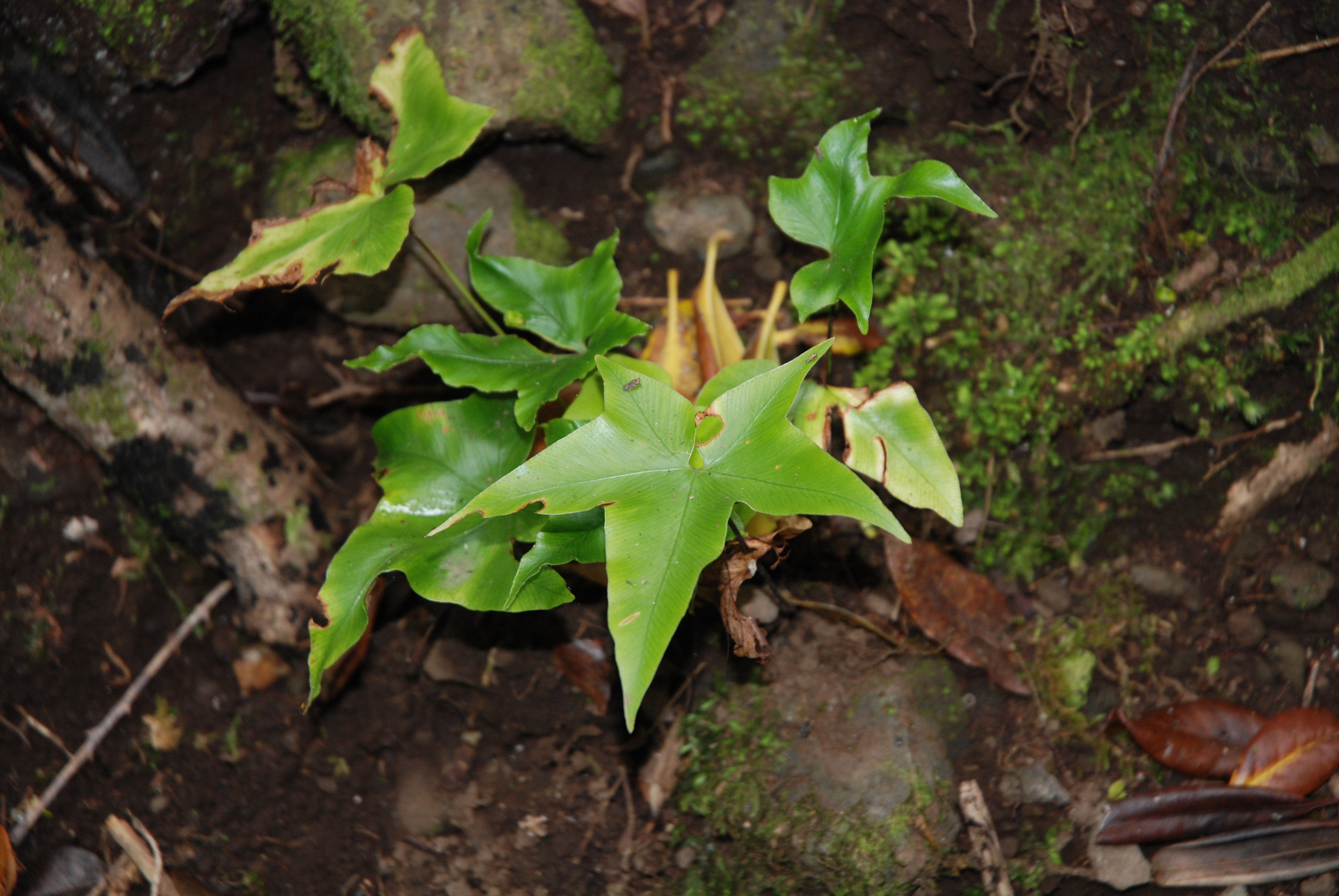
Efeufarn (Asplenium hemionitis)

## Beschreibung
Die Pflanze erreicht eine Wuchshöhe von 10 bis 50 cm. Ältere Wedel sind herz- oder spießförmig bis handförmig mit 3–5-lappiger Spreite. Der Mittellappen ist länger als die seitlichen. Die streifenförmigen Sori sind schräg zur Mittelrippe entlang der Blattadern angeordnet.
Die Sporen reifen von Oktober bis Juni.
Die Chromosomenzahl beträgt 2n = 72.

## Vorkommen
Das Verbreitungsgebiet umfasst Portugal, Spanien, Marokko bis Algerien sowie die Kanarischen Inseln, Madeira, Azoren und die Kapverdischen Inseln. Als Standort werden schattige Felsspalten sowie Lorbeerwälder bevorzugt.

## Systematik
Man kann eine besondere Varietät unterscheiden:
- Asplenium hemionitis var. longilobatum G.Kunkel: Sie kommt nur auf La Gomera vor.[2]